# TOBB Uniwersytet Ekonomiczny i Technologiczny
TOBB Uniwersytet Ekonomiczny i Technologiczny – uczelnia prywatna założona 1 lipca 2003 przez Związek Izb i Giełd w Turcji (TOBB w języku tureckim: Türkiye Odalar ve Borsalar Birliği). Zadaniem uczelni jest kształcenie wykwalifikowanych pracowników na potrzeby firm należących do TOBB. Rok akademicki składa się z trzech trymestrów, z czego jeden to obowiązkowe praktyki.

## Jednostki naukowe i kierunki[2]
- Wydział Inżynierii
  - Katedra Inżynierii Komputerowej
  - Katedra Inżynierii Elektrycznej i Elektroniki
  - Katedra Inżynierii Mechanicznej
  - Katedra Inżynierii Przemysłowej
  - Katedra Inżynierii Nanotechnologicznej i Materiałoznawstwa
  - Fakultet Inżynierii mechatronicznej

- Wydział Nauk Ekonomicznych i Administracji
  - Katedra Ekonomii
  - Katedra Zarządzania
  - Katedra Nauk Politycznych i Stosunków Międzynarodowych
  - Katedra Handlu Międzynarodowego

- Wydział Nauk i Literatury
  - Katedra Historii
  - Katedra Języka Tureckiego i Literatury
  - Katedra Matematyki
  - Katedra Języka Angielskiego i Literatury
  - Katedra Psychologii

- Wydział Prawa

- Wydział Sztuk Pięknych, Projektowania i Architektury
  - Katedra Sztuki i Projektowania
  - Katedra Architektury
  - Katedra Architektury Wnętrz i Krajobrazu
  - Katedra Projektowania Przemysłowego

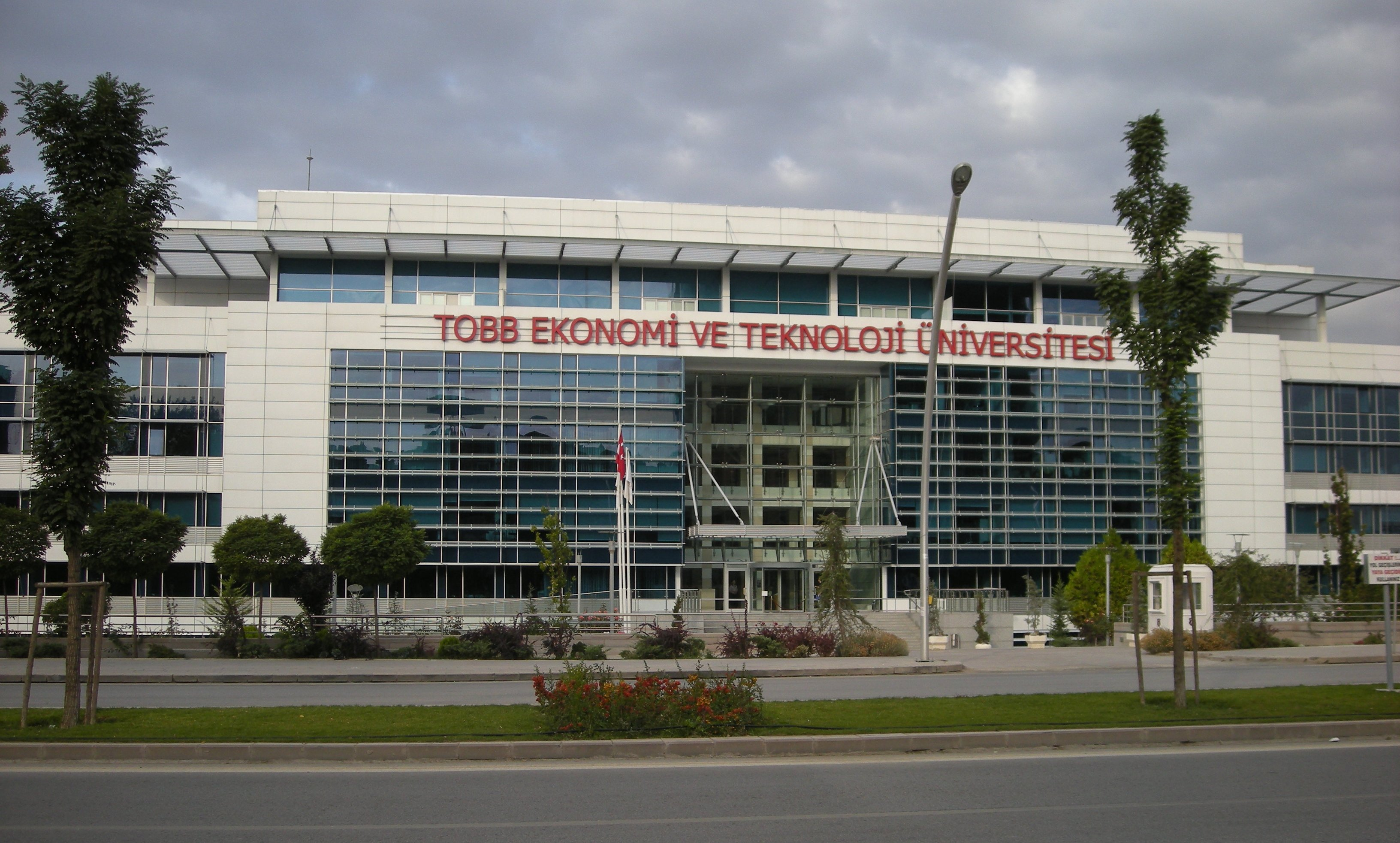
TOBB Uniwersytet Ekonomiczny i Technologiczny

  - Katedra Komunikacji Wizualnej

- Wydział Medycyny

- Katedra Języków Obcych

Instytuty:
- Instytut Nauk Stosowanych
- Instytut Nauk Społecznych